# Katharina Liensberger
Katharina Liensberger (født 1. april 1997 i Feldkirch) er en østrigsk bjergbestiger.
Hun repræsenterede Østrig under vinter-OL 2018 i Pyeongchang, hvor hun tog sølv i holdkonkurrencen.
Hun deltog i det østrigske hold, der tog guld i holdkonkurrencen ved vinter-OL 2022 i Beijing, og hun tog sølv i styrtløb, otte hundrededele efter vinderen Petra Vlhová.